# فوتشي منتشرة
فوتشي منتشرة (الاسم العلمي: Vochysia divergens) هو نوع من النباتات يتبع جنس الفوتشي من الفصيلة الفوتشية.